# Храм святых Иоанна Крестителя и Иоанна Богослова (Брно)
Храм святых Иоанна Крестителя и Иоанна Богослова (чеш. Kostel svatého Jana Křtitele a svatého Jana Evangelisty), в простонародье известный, как Костёл Святых Янов (чеш. Kostel svatých Janů) — однонефная приходская церковь при Монастыре миноритов в стиле барокко, выстроенная в XIII веке и располагающаяся в историческом центре Брно, на Миноритской улице. Весь монастырский комплекс с церковью и Лоретанской капеллой охраняется как памятник культуры с 1958 года.

## История
Орден миноритов обосновался в Брно где-то между 1227 и 1239 годами. Одновременно с основанием временного монастырского сооружения была построена временная церковь Святого Иоанна Крестителя, остатки которой, как считается, были обнаружены во время строительных работ в 1722 году. К середине XIII века временная церковь была перестроена в постоянную, и в 1257 году её освятил епископ Оломоуцкий Бруно фон Шауэнбург. Спустя пять лет, в 1262 году, весь монастырский комплекс пострадал от пожара. Главным донатором на реставрацию храма был Микулаш Опавский, который вместе со своей женой, Аделаидой Опавской, впоследствии были похоронены в нём же. Планировалось, что храм будет родовой усыпальницей Опавских Пржемысловичей.
После ещё одних ремонтных работ, к началу XIV века, миноритская церковь приобрела современное очертание. Периметр стен сохранился до сегодняшнего времени, хотя архитектура той церкви (трёхнефный храм с высокой башней, которая была снесена в 1678 году) отличалась от современной.
В первой половине XVIII века Морицем Гриммом церковь была заметно перестроена. К ней была пристроена Лоретанская капелла, а в 1722 году был изменён пресвитерий, получивший новый свод и новые окна. Затем, в 1729—1733 годах, Гримм приказал снести колонны старого нефа (благодаря чему храм стал однонефным) и первоначальный свод, который он заменил новым в стиле барокко. Он укрепил стены по периметру и построил новый фасад в стиле барокко. В таком виде церковь сохранилась и по сей день.
1 сентября 1784 года, во время реорганизации приходской администрации, миноритская церковь стала новой приходской церковью примерно для трети населения тогдашнего Брно (то есть одной трети сегодняшнего исторического центра). Позднее приход был расширен до района Цейл.

## Интерьер

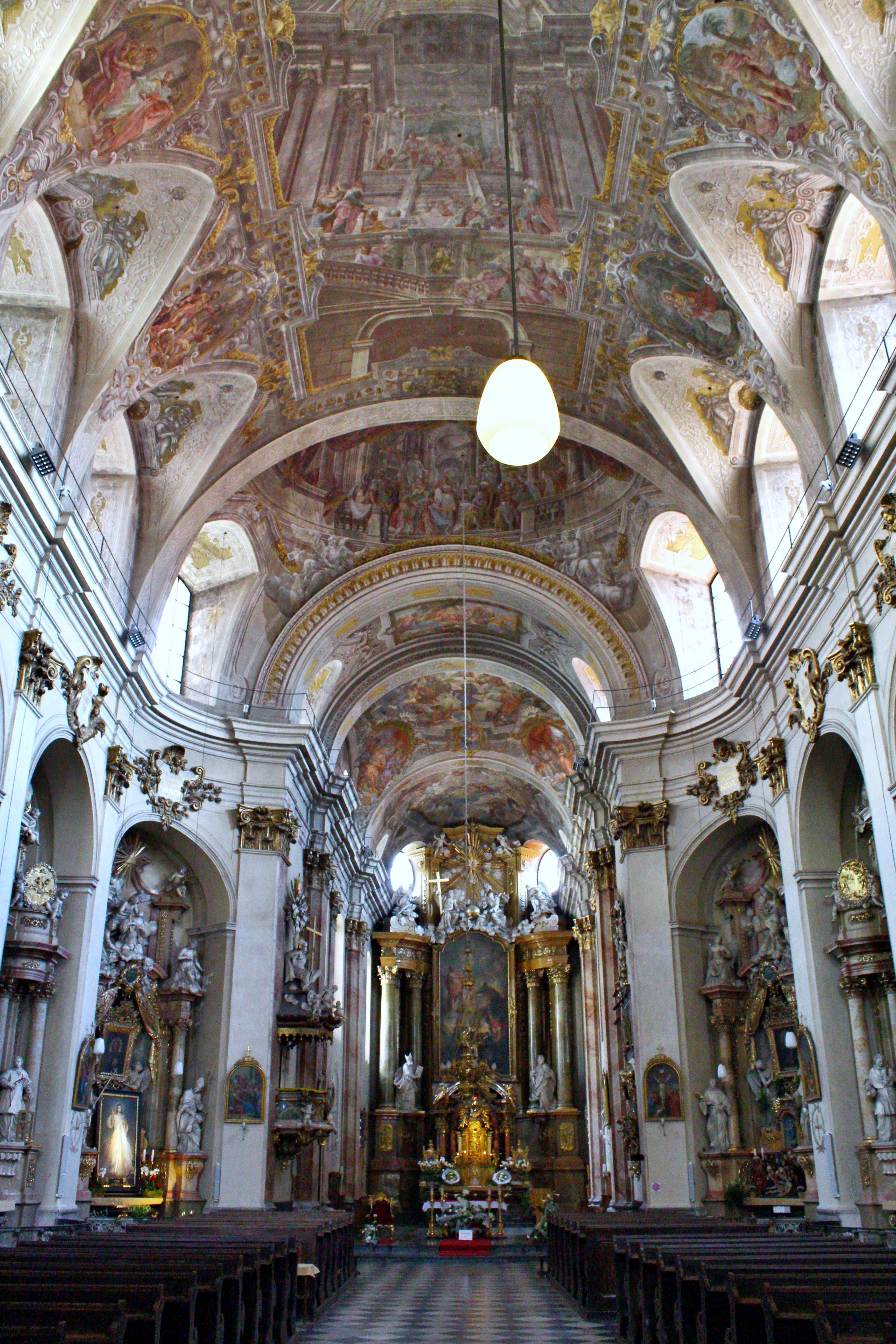
Интерьер храма

Интерьер храма богато украшен многочисленными фресками. Свод храма расписывал художник Иоганн Георг Этгенс. Внушительный мраморный алтарь был создан в 1761 году Йозефом Штерном. По периметру нефа, в нишах расположены мраморные и деревянные статуи, некоторые из них датируются XIII—XIV веками.